# A magyar labdarúgó-válogatott 2011. szeptember 2-i mérkőzése
A magyar labdarúgó-válogatott Európa-bajnoki selejtező mérkőzése Svédország ellen, 2011. szeptember 2-án. A végeredmény 2–1 lett a magyar csapat javára.

## Előzmények
A magyar labdarúgó-válogatott 2011. augusztus 10-én 4–0-s győzelemmel hangolt a svédek elleni találkozóra. Azt megelőzően június 7-én San Marinóban győztek Eb-selejtezőn, június 3-án pedig Luxemburgban felkészülési találkozón.
A svéd válogatottat legutóbb 1995-ben győzte le a magyar csapat, azóta hét mérkőzést játszottak a felek, melyből hat vereség és egy döntetlen volt a magyar válogatott mérlege.

| „                                                     | A győzelmi kényszer ellenére nincs plusz nyomás a játékosokon. A döntetlennel nem egyeznék ki, mert mindig győzelemre játszunk, legyen az ellenfél Spanyolország, Hollandia, vagy éppen Svédország. Persze nyerni nem mindig sikerül . | ” |
| – Egervári Sándor, Magyarország szövetségi kapitánya. | |   |

Svédország 1–0-s győzelmet aratott az augusztus 10-i játéknapon Ukrajna ellen, így sorozatban negyedik sikerét aratva várta a Magyarország elleni összecsapást.

| „                                               | Jó állapotban vagyunk, a hangulat is remek, a felkészülésünk is jól sikerült. A házigazdák szempontjából sajnálatos Dzsudzsák Balázs kiesése, de ez a mi játékunkat nem befolyásolja, a taktikán nem fogunk változtatni. Nem készülünk külön magyar játékosra, hanem az egész válogatottra felhívtam csapatom figyelmét. (...) Azért jöttünk, hogy nyerjünk, és igen, elégedetlenek lennénk a döntetlennel. Ugyan nem vagyok biztos a sikerben, de az ne foglalkozzon a futballal, akit nem motivál bármilyen meccsen a nyerés lehetősége. Nem szeretem a statisztikákat, hinni kell a győzelemben. | ” |
| – Erik Hamrén, Svédország szövetségi kapitánya. | |   |

A mérkőzést az E csoport tabellája alapján Svédország várta előkelőbb helyről, hiszen a csoport második helyén álltak, három ponttal megelőzve Magyarországot.
Tabella a mérkőzés előtt
| Csapat       | M | Gy | D | V | G+ | G– | Gk  | P  |
| ------------ | - | -- | - | - | -- | -- | --- | -- |
| Hollandia    | 6 | 6  | 0 | 0 | 21 | 5  | +16 | 18 |
| Svédország   | 6 | 5  | 0 | 1 | 20 | 6  | +14 | 15 |
| Magyarország | 7 | 4  | 0 | 3 | 18 | 13 | +5  | 12 |
| Moldova      | 6 | 2  | 0 | 4 | 7  | 9  | –2  | 6  |
| Finnország   | 6 | 2  | 0 | 4 | 11 | 11 | 0   | 6  |
| San Marino   | 7 | 0  | 0 | 7 | 0  | 33 | –33 | 0  |

## Keretek
Egervári Sándor, a magyar labdarúgó-válogatott szövetségi kapitánya augusztus 22-én hirdette ki huszonhárom főből álló keretét a svédek és a moldávok elleni mérkőzésre. A játékosok között egy újoncot lehetett találni, Stieber Zoltán személyében. Augusztus 27-én Dzsudzsák Balázs kulcscsonttörést szenvedett, helyére a négyszeres válogatott Sándor György került be a keretbe. Augusztus 30-án Koltai Tamás is megsérült, így ő sem léphetett pályára a mérkőzésen.
Erik Hamrén, a svédek szövetségi kapitánya augusztus 23-án hirdetett keretet.
| Magyarország         | Magyarország | Magyarország | Magyarország     |
| Név                  | Kor          | Vál./Gól     | Klub             |
| -------------------- | ------------ | ------------ | ---------------- |
| Bogdán Ádám          | 23 éves      | 2 / 0        | Bolton Wanderers |
| Csernyánszki Norbert | 35 éves      | 0 / 0        | Paksi FC         |
| Király Gábor         | 35 éves      | 81 / 0       | 1860 München     |
| Fehér Zoltán         | 30 éves      | 0 / 0        | Győri ETO        |
| Halmosi Péter        | 31 éves      | 31 / 0       | Haladás          |
| Juhász Roland        | 28 éves      | 65 / 5       | RSC Anderlecht   |
| Korcsmár Zsolt       | 22 éves      | 1 / 0        | Brann            |
| Laczkó Zsolt         | 24 éves      | 14 / 0       | Sampdoria        |
| Lipták Zoltán        | 26 éves      | 9 / 1        |                  |
| Pintér Ádám          | 23 éves      | 5 / 0        | Real Zaragoza    |
| Vanczák Vilmos       | 28 éves      | 56 / 1       | Sion             |
| Czvitkovics Péter    | 28 éves      | 9 / 0        | KV Kortrijk      |
| Elek Ákos            | 23 éves      | 12 / 1       | Videoton         |
| Hajnal Tamás         | 30 éves      | 41 / 5       | VfB Stuttgart    |
| Koman Vladimir       | 22 éves      | 13 / 4       | Sampdoria        |
| Sándor György        | 27 éves      | 4 / 0        | Videoton         |
| Vadócz Krisztián     | 26 éves      | 38 / 2       | N.E.C.           |
| Varga József         | 23 éves      | 6 / 0        | Debreceni VSC    |
| Priskin Tamás        | 24 éves      | 34 / 8       | Ipswich Town     |
| Rudolf Gergely       | 26 éves      | 21 / 7       | Panathinaikósz   |
| Stieber Zoltán       | 22 éves      | 0 / 0        | Mainz 05         |
| Szabics Imre         | 30 éves      | 23 / 11      | Sturm Graz       |

| Svédország            | Svédország | Svédország | Svédország           |
| Név                   | Kor        | Vál./Gól   | Klub                 |
| --------------------- | ---------- | ---------- | -------------------- |
| Pär Hansson           | 25 éves    | 1 / 0      | Helsingborgs IF      |
| Andreas Isaksson      | 29 éves    | 85 / 0     | PSV Eindhoven        |
| Johan Wiland          | 30 éves    | 6 / 0      | København            |
| Mikael Antonsson      | 30 éves    | 4 / 0      | Bologna              |
| Andreas Granqvist     | 26 éves    | 12 / 2     | Genoa                |
| Mikael Lustig         | 24 éves    | 17 / 1     | Rosenborg            |
| Daniel Majstorović    | 34 éves    | 43 / 2     | Celtic               |
| Jonas Olsson          | 28 éves    | 3 / 0      | West Bromwich Albion |
| Behrang Safari        | 26 éves    | 22 / 0     | RSC Anderlecht       |
| Oscar Wendt           | 25 éves    | 17 / 0     | B. Mönchengladbach   |
| Emir Bajrami          | 23 éves    | 11 / 2     | Twente               |
| Rasmus Elm            | 23 éves    | 15 / 1     | AZ                   |
| Alexander Gerndt      | 25 éves    | 7 / 2      | Utrecht              |
| Tobias Hysén          | 29 éves    | 17 / 3     | IFK Göteborg         |
| Kim Källström         | 29 éves    | 83 / 14    | Lyon                 |
| Sebastian Larsson     | 26 éves    | 32 / 1     | Sunderland           |
| Martin Olsson         | 23 éves    | 3 / 2      | Blackburn Rovers     |
| Anders Svensson       | 35 éves    | 117 / 18   | Elfsborg             |
| Pontus Wernbloom      | 25 éves    | 17 / 2     | AZ                   |
| Christian Wilhelmsson | 31 éves    | 67 / 5     | al-Hilál             |
| Johan Elmander        | 30 éves    | 56 / 16    | Galatasaray          |
| Zlatan Ibrahimović    | 29 éves    | 69 / 28    | Milan                |
| Ola Toivonen          | 25 éves    | 15 / 3     | PSV Eindhoven        |

 megjegyzés: Az adatok a mérkőzés előtti állapotnak megfelelőek!

## Az összeállítások
| 2011. szeptember 2. 19:45 (UTC+1) |

| Magyarország                          | 2 – 1               | Svédország                                    |
| ------------------------------------- | ------------------- | --------------------------------------------- |
| Szabics 44' 50' Rudolf 90' Lipták 48' | (1 – 0) Jegyzőkönyv | Wilhelmsson 60' 49' Wendt 19' Ibrahimović 35' |

| Puskás Ferenc Stadion, Budapest Nézőszám: 25 000 Játékvezető: Damir Skomina (szlovén) |

| Csapatszínek | Csapatszínek | Csapatszínek |
| Csapatszínek |              |              |
| Csapatszínek |              |              |
|              |              |              |
| Magyarország |              |              |

| Csapatszínek | Csapatszínek | Csapatszínek |
| Csapatszínek |              |              |
| Csapatszínek |              |              |
|              |              |              |
| Svédország   |              |              |

| MAGYARORSZÁG:        |    |                  |             |
|                      |    |                  |             |
| K                    | 1  | Király Gábor     |             |
| JV                   | 4  | Varga József     |             |
| V                    | 2  | Lipták Zoltán    | 48' 74'     |
| V                    | 3  | Korcsmár Zsolt   |             |
| BV                   | 5  | Laczkó Zsolt     |             |
| VKP                  | 7  | Pintér Ádám      |             |
| VKP                  | 6  | Elek Ákos        |             |
| JSZ                  | 11 | Koman Vladimir   |             |
| TKP                  | 10 | Hajnal Tamás     | 66'         |
| BSZ                  | 9  | Rudolf Gergely   | 90'         |
| CS                   | 8  | Szabics Imre     | 44' 50' 80' |
| Cserék:              |    |                  |             |
| K                    | 12 | Bogdán Ádám      |             |
| JV                   | 13 | Fehér Zoltán     |             |
| BV                   | 14 | Halmosi Péter    |             |
| TKP                  | 15 | Sándor György    | 74'         |
| VKP                  | 16 | Vadócz Krisztián |             |
| BSZ                  | 17 | Stieber Zoltán   | 66'         |
| CS                   | 18 | Priskin Tamás    | 80'         |
| Szövetségi kapitány: |    |                  |             |
| Egervári Sándor      |    |                  |             |

| SVÉDORSZÁG:          |    |                       |         |
|                      |    |                       |         |
| K                    | 1  | Andreas Isaksson      |         |
| JV                   | 2  | Mikael Lustig         |         |
| V                    | 4  | Daniel Majstorović    |         |
| V                    | 3  | Andreas Granqvist     |         |
| BV                   | 17 | Oscar Wendt           | 19'     |
| VKP                  | 8  | Anders Svensson       | 53'     |
| VKP                  | 9  | Kim Källström         | 88'     |
| JSZ                  | 7  | Sebastian Larsson     | 68'     |
| TKP                  | 11 | Johan Elmander        |         |
| BSZ                  | 21 | Christian Wilhelmsson | 49' 60' |
| CS                   | 10 | Zlatan Ibrahimović    | 35'     |
| Cserék:              |    |                       |         |
| K                    | 23 | Pär Hansson           |         |
| BV                   | 5  | Behrang Safari        |         |
| V                    | 19 | Jonas Olsson          |         |
| TKP                  | 16 | Pontus Wernbloom      | 88'     |
| TKP                  | 22 | Rasmus Elm            | 53'     |
| CS                   | 14 | Tobias Hysén          |         |
| CS                   | 20 | Ola Toivonen          | 68'     |
| Szövetségi kapitány: |    |                       |         |
| Erik Hamrén          |    |                       |         |

## A mérkőzés
A találkozót a budapesti Puskás Ferenc Stadionban rendezték, magyar idő szerint 19:45-kor. A mérkőzés 19. percében kezezésért ítélt tizenegyest a játékvezető a magyar csapat javára. A büntetőt Hajnal Tamás a felső kapufára lőtte. A 44. percben megszerezte a vezetést a magyar válogatott Szabics Imre góljával, aki Rudolf Gergely indítását követően emelte át a labdát a kivetődő kapus felett. A szünetre 1–0-s hazai vezetéssel vonultak le a csapatok. A második félidő elején két magyar sárga lap után Christian Wilhelmsson góljával egyenlítettek a svédek (60. perc, 1–1). A 90. percben azonban mégis a magyarok örülhettek, Priskin Tamás beadását Rudolf váltotta gólra, ezzel beállítva a végeredményt: Magyarország-Svédország 2–1.
| „                 | Voltak hibáink, de azok a ritmusváltások, amiket időnként megtettünk, gólokat eredményeztek. (...) A második félidő második felében fölénk nőtt az ellenfél, főként az egyenlítés után éltünk át nehéz időszakot, de még akkor is el tudtunk jutni gólveszélyes helyzetekig egy-egy ritmusváltással. A csapatomat nyerő típusú játékosok alkotják, akik közül néhányon érződött a fáradtság, miután a felkészülési időszakban a kelleténél kevesebb mérkőzés került a lábába. Ezeken viszont felül tudtunk emelkedni, és még így is nyertünk, méghozzá azért, mert az utolsó pillanatig a győzelemre játszottunk és hittünk a sikerben. | ” |
| – Egervári Sándor | |   |

| „             | Rossz első 25 percet produkáltunk, utána azonban változott a játék képe. Az eredmény miatt azonban nagyon csalódottak vagyunk. A magyar csapat remekül kontrázott. (...) Nem azt tettük amit kellett, nagyon félénkek voltunk, nem működtünk jól csapatként, de ennek én sem tudom az okát. | ” |
| – Erik Hamrén | |   |

További eredmények
| 2011. szeptember 2. | Finnország | 4 – 1  | Moldova    |
| 2011. szeptember 2. | Hollandia  | 11 – 0 | San Marino |

Tabella a mérkőzés után
| Csapat       | M | Gy | D | V | G+ | G– | Gk  | P  |
| ------------ | - | -- | - | - | -- | -- | --- | -- |
| Hollandia    | 7 | 7  | 0 | 0 | 32 | 5  | +27 | 21 |
| Svédország   | 7 | 5  | 0 | 2 | 21 | 8  | +13 | 15 |
| Magyarország | 8 | 5  | 0 | 3 | 20 | 14 | +6  | 15 |
| Finnország   | 7 | 3  | 0 | 4 | 15 | 12 | +3  | 9  |
| Moldova      | 7 | 2  | 0 | 5 | 8  | 13 | –5  | 6  |
| San Marino   | 8 | 0  | 0 | 8 | 0  | 44 | –44 | 0  |

## Örökmérleg a mérkőzés után
| Magyarország | :         | Svédország |
| ------------ | --------- | ---------- |
| 18           | Győzelem  | 16         |
| 10           | Döntetlen | 10         |
| 90           | Gólok     | 76         |
| 64/132       | Pontok    | 58/132     |
| 48,4         | %         | 43,9       |